# Гидраденит
Гидрадени́т (устар. Су́чье вы́мя, лат. hidradenitis) — гнойное воспаление апокриновых потовых желез.

## Распространенность
Болеют представители всех рас. Тяжёлая форма заболевания чаще встречается у негроидной расы. К старости функция указанных желёз угасает, поэтому у стариков гидраденит не встречается; у женщин он бывает чаще, чем у мужчин. У мужчин чаще поражается промежность, у женщин — подмышечные впадины. Нередко гидраденит передаётся по наследству. В семейном анамнезе иногда прослеживаются абсцедирующие угри или гидраденит, либо и то, и другое.

## Этиология
Возбудителями данного заболевания являются стафилококки, стрептококки, Escherichia coli, Proteus mirabilis и Pseudomonas aeruginosa. Бактерии проникают в потовые железы через их выводные протоки лимфогенным путём, а затем через железы, окружающую жировую клетчатку.

## Факторы риска
- иммунодепрессивные состояния
- повреждения кожи (ссадины, царапины, в том числе образующиеся после бритья)
- опрелости
- применение депилирующих средств
- заболевания эндокринной системы (например, сахарный диабет)
- нарушение функции потовых желёз
- ожирение
- обструкция протока потовой железы
- вторичная бактериальная инфекция

## Локализация
Как правило, процесс локализуется в подмышечных впадинах и в промежности. Также возможно развитие процесса вокруг сосков у женщин, ануса, на мошонке, больших половых губах, реже на волосистой части головы (так называемый абсцедирующий подрывающий перифолликулит).

## Клиническая картина
Начало постепенное. На месте воспаления возникает ощущение зуда, появляется плотная на ощупь весьма болезненная припухлость диаметром от нескольких миллиметров до 1-2 сантиметров. Постепенно размеры припухлости и боль нарастают. Кожа над ней становится багрово-красной. Центр припухлости постепенно размягчается, вскрывается, и через образовавшееся отверстие начинает выделяться гной. Цикл развития инфильтрата продолжается 10—15 дней. Разрешение гидраденита завершается образованием рубца.
Часто в процесс воспаления вовлекаются соседние потовые железы. При этом образуется обширный очень болезненный инфильтрат, кожа над которым становится бугристой. При последовательном поражении всё новых и новых потовых желёз процесс затягивается на месяц и более. Гидраденит нередко сопровождается симптомами общей интоксикации, гипертермией, цефалгиями, лейкоцитозом.

## Осложнения
Отсроченное или некорректное лечение гидраденита может привести к следующим осложнениям:
- абсцесс
- лимфаденит
- сепсис
- флегмона[8]

## Диагностика
Диагноз ставится на основании жалоб и физикальном обследовании пациента.

### Дифференциальная диагностика
Гидраденит дифференцируют от фурункула, карбункула, лимфаденита, фелиноза, разрыва имплантационной кисты.

## Лечение
Показан курс антибиотиков 7—10 дней как наиболее эффективный по сравнению с наружным лечением. Консервативное лечение как дополнительное: удаление волос, обработка кожи антисептическими растворами. Показаны сухое тепло, физиотерапевтические процедуры (УВЧ, ультрафиолетовое облучение), повязки с синтомициновой эмульсией, с мазями, содержащими антибиотики.

## Прогноз
При своевременной и адекватной терапии выздоровление наступает через 5—15 дней. Не исключена возможность рецидива заболевания.

## Профилактика
Основное правило для предупреждения развития гидраденита — это соблюдение правил личной гигиены. Также рекомендуется обрабатывать кожу антисептическими растворами, в местах, в которых развитие гидраденита наиболее вероятно, то есть в подмышечных впадинах и промежности.